# Dialogo per la cooperazione asiatica
Il Dialogo per la cooperazione asiatica (Asia Cooperation Dialogue, ACD) è un'organizzazione internazionale regionale creata nel 2002 per promuovere la cooperazione asiatica ad un livello continentale, aiutando l'integrazione di organizzazioni regionali di cooperazione politica o economica precedentemente separate come l'ASEAN, la SAARC o il Consiglio di cooperazione del Golfo.

## Storia
L'idea del Dialogo per la cooperazione asiatica fu proposta dal primo ministro della Thailandia, Thaksin Shinawatra e fu sollevato per la prima volta durante la prima Conferenza internazionale dei partiti politici asiatici, tenutasi a Manila tra il 17 e il 20 settembre 2000 da Surakiart Sathirathai, il leader dei deputati del partito Thai Rak Thai, a nome del leader del partito Thaksin Shinawatra, che suggeriva la possibilità per l'Asia di avere un suo forum di discussione per la cooperazione. In seguito, l'idea fu formalmente portata avanti durante il XXXIV Incontro dei ministri degli Esteri dell'ASEAN ad Hanoi tra il 23 e il 24 luglio 2001 e il Ritiro dei ministri degli Esteri dell'ASEAN a Phuket tra il 20 e il 21 febbraio 2002. Sia il primo ministro che il ministro degli esteri della Thailandia sollevarono l'idea dell'ACD con vari capi di Stato e di governo e ministri degli esteri e fecero varie dichiarazioni e discorsi, ricevendo largo supporto, e suggerimenti.

## Membri
Il Dialogo per la cooperazione asiatica comprende attualmente 35 stati dell'Asia:
- Afghanistan (2012)
- Arabia Saudita (2005)
- Bahrein (2002)
- Bangladesh (2002)
- Bhutan (2004)
- Birmania (2002)
- Brunei (2002)
- Cambogia (2002)
- Cina (2002)
- Corea del Sud (2002)
- Emirati Arabi Uniti (2004)
- Filippine (2002)
- Giappone (2002)
- India (2002)
- Indonesia (2002)
- Iran (2004)

- Kazakistan (2003)
- Kirghizistan (2008)
- Kuwait (2003)
- Laos (2002)
- Malaysia (2002)
- Mongolia (2004)
- Nepal (2016)
- Oman (2003)
- Pakistan (2002)
- Palestina (2019)
- Qatar (2002)
- Russia (2005)
- Singapore (2002)
- Sri Lanka (2003)
- Tagikistan (2006)
- Thailandia (2002)
- Turchia (2013)
- Uzbekistan (2006)
- Vietnam (2002)

### Incontri ministeriali
| Incontro | Luogo      | Data               |
| -------- | ---------- | ------------------ |
| 1        | Cha-am     | 18–19 giugno 2002  |
| 2        | Chiang Mai | 21–22 giugno 2003  |
| 3        | Qingdao    | 21–22 giugno 2004  |
| 4        | Islamabad  | 4–6 aprile 2005    |
| 5        | Doha       | 23–24 maggio 2006  |
| 6        | Seul       | 5–6 giugno 2007    |
| 7        | Astana     | 16–17 ottobre 2008 |
| 8        | Colombo    | 15–16 ottobre 2009 |
| 9        | Teheran    | 8–9 novembre 2010  |
| 10       | Al Kuwait  | 10–11 ottobre 2012 |
| 11       | Dushanbe   | 29 marzo 2013      |
| 12       | Manama     | 26 novembre 2013   |
| 13       | Riyad      | 25 novembre 2014   |
| 14       | Bangkok    | 9–10 marzo 2016    |
| 15       | Abu Dhabi  | 16–17 gennaio 2017 |
| 16       | Doha       | 30 aprile 2019     |
| 17       | Ankara     | 21 gennaio 2021    |

### Summit
| Summit | Luogo     | Data               |
| ------ | --------- | ------------------ |
| 1      | Al Kuwait | 15–17 ottobre 2012 |
| 2      | Bangkok   | 8–10 ottobre 2016  |
| 3      | Doha      | 2023               |

## Obiettivi
I principali obiettivi dell'organizzazione sono:
- promuovere l'interdipendenza tra i paesi dell'Asia in tutte le aree della cooperazione attraverso l'identificazione delle forze e delle opportunità comuni dell'Asia con i quali si potrà ridurre la povertà e migliorare la qualità della vita dei popoli asiatici, sviluppando una conoscenza di base della società del continente e accrescendo i pieni poteri della comunità e dei popoli;
- espandere il mercato commerciale e finanziario dentro l'Asia e aumentare la forza negoziale dei paesi del continente invece di competere, migliorare la competitività economica dell'Asia nel mercato globale;
- fare da anello mancante nella cooperazione asiatica attraverso il completamento delle strutture cooperative esistenti così da diventare un partner vitale per le altre regioni;
- in definitiva trasformare il continente asiatico in una comunità asiatica, capace di interagire con il resto del mondo su presupposti alla pari e contribuendo positivamente verso una pace e prosperità comune.